# Wycoller
Wycoller ist ein Dorf in der Gemeinde Trawden Forest in Pendle, Lancashire. Es liegt rund sechs Kilometer östlich von Colne. Der Ort wird vom Wycoller Beck durchflossen, den die steinerne Bank House Bridge quert.
Das Herrenhaus Wycoller Hall soll Charlotte Brontë als Inspiration für Ferndean Manor in ihrer Novelle Jane Eyre gedient haben.